# ATC (J01)
Jest to część klasyfikacji anatomiczno-terapeutyczno-chemicznej:
- J – Leki stosowane w zakażeniach
  - J 01 – Leki przeciwbakteryjne do stosowania wewnętrznego
  - J 02 – Leki przeciwgrzybicze do stosowania wewnętrznego
  - J 04 – Leki przeciwprątkowe
  - J 05 – Leki przeciwwirusowe do stosowania wewnętrznego
  - J 06 – Surowice odpornościowe i immunoglobuliny
  - J 07 – Szczepionki

Obejmuje ona leki przeciwbakteryjne do stosowania wewnętrznego:

## J 01 A –Tetracykliny
- J 01 AA – Tetracykliny
  - J 01 AA 01 – demeklocyklina
  - J 01 AA 02 – doksycyklina
  - J 01 AA 03 – chlorotetracyklina
  - J 01 AA 04 – limecyklina
  - J 01 AA 05 – metacyklina
  - J 01 AA 06 – oksytetracyklina
  - J 01 AA 07 – tetracyklina
  - J 01 AA 08 – minocyklina
  - J 01 AA 09 – rolitetracyklina
  - J 01 AA 10 – penimepicyklina
  - J 01 AA 11 – klomocyklina
  - J 01 AA 12 – tygecyklina
  - J 01 AA 13 – erawacyklina
  - J 01 AA 14 – sarecyklina
  - J 01 AA 15 – omadacyklina
  - J 01 AA 20 – połączenia tetracyklin
  - J 01 AA 56 – oksytetracyklina w połączeniach

## J 01 B – Chloramfenikole
- J 01 BA – Chloramfenikole
  - J 01 BA 01 – chloramfenikol
  - J 01 BA 02 – tiamfenikol
  - J 01 BA 52 – tiamfenikol w połączeniach

## J 01 C – Antybiotyki β-laktamowe,penicyliny
- J 01 CA – Penicyliny o szerokim spektrum działania
  - J 01 CA 01 – ampicylina
  - J 01 CA 02 – piwampicylina
  - J 01 CA 03 – karbenicylina
  - J 01 CA 04 – amoksycylina
  - J 01 CA 05 – karindacylina
  - J 01 CA 06 – bakampicylina
  - J 01 CA 07 – epicylina
  - J 01 CA 08 – piwmecylinam
  - J 01 CA 09 – azlocylina
  - J 01 CA 10 – mezlocylina
  - J 01 CA 11 – mecylinam
  - J 01 CA 12 – piperacylina
  - J 01 CA 13 – tykarcylina
  - J 01 CA 14 – metampicylina
  - J 01 CA 15 – talampicylina
  - J 01 CA 16 – sulbenicylina
  - J 01 CA 17 – temocylina
  - J 01 CA 18 – hetacylina
  - J 01 CA 19 – aspoksycylina
  - J 01 CA 20 – połączenia
  - J 01 CA 51 – ampicylina w połączeniach
- J 01 CE – Penicyliny wrażliwe na β-laktamazę
  - J 01 CE 01 – benzylopenicylina
  - J 01 CE 02 – fenoksymetylopenicylina
  - J 01 CE 03 – propicylina
  - J 01 CE 04 – azydocylina
  - J 01 CE 05 – fenetycylina
  - J 01 CE 07 – klometocylina
  - J 01 CE 08 – benzylopenicylina benzatynowa
  - J 01 CE 09 – penicylina prokainowa
  - J 01 CE 10 – fenoksymetylopenicylina benzatynowa
  - J 01 CE 30 – połączenia
- J 01 CF – Penicyliny oporne na β-laktamazę
  - J 01 CF 01 – dikloksacylina
  - J 01 CF 02 – kloksacylina
  - J 01 CF 03 – metycylina
  - J 01 CF 04 – oksacylina
  - J 01 CF 05 – flukloksacylina
  - J 01 CF 06 – nafcylina
- J 01 CG – Inhibitory β-laktamazy
  - J 01 CG 01 – sulbaktam
  - J 01 CG 02 – tazobaktam
- J 01 CR – Połączenia penicylin z inhibitorami β-laktamazy
  - J 01 CR 01 – ampicylina w połączeniu z inhibitorem β-laktamazy
  - J 01 CR 02 – amoksycylina w połączeniu z inhibitorem β-laktamazy
  - J 01 CR 03 – tykarcylina w połączeniu z inhibitorem β-laktamazy
  - J 01 CR 04 – sultamycylina
  - J 01 CR 05 – piperacylina w połączeniu z inhibitorem β-laktamazy
  - J 01 CR 50 – połączenia penicylin

## J 01 D – Pozostałe antybiotyki β-laktamowe
- J 01 DB – Cefalosporyny I generacji
  - J 01 DB 01 – cefaleksyna
  - J 01 DB 02 – cefalorydyna
  - J 01 DB 03 – cefalotyna
  - J 01 DB 04 – cefazolina
  - J 01 DB 05 – cefadroksyl
  - J 01 DB 06 – cefazedon
  - J 01 DB 07 – cefatryzyna
  - J 01 DB 08 – cefapiryna
  - J 01 DB 09 – cefradyna
  - J 01 DB 10 – cefacetryl
  - J 01 DB 11 – cefroksadyna
  - J 01 DB 12 – ceftezol
- J 01 DC – Cefalosporyny II generacji
  - J 01 DC 01 – cefoksytyna
  - J 01 DC 02 – cefuroksym
  - J 01 DC 03 – cefamandol
  - J 01 DC 04 – cefaklor
  - J 01 DC 05 – cefotetan
  - J 01 DC 06 – cefonicyd
  - J 01 DC 07 – cefotiam
  - J 01 DC 08 – lorakarbef
  - J 01 DC 09 – cefmetazol
  - J 01 DC 10 – cefprozyl
  - J 01 DC 11 – ceforanid
  - J 01 DC 12 – cefminoks
  - J 01 DC 13 – cefbuperazon
  - J 01 DC 14 – flomoksef
  - J 01 DC 52 – cefuroksym w połączeniu z inhibitorem β-laktamazy
- J 01 DD – Cefalosporyny III generacji
  - J 01 DD 01 – cefotaksym
  - J 01 DD 02 – ceftazydym
  - J 01 DD 03 – cefsulodyna
  - J 01 DD 04 – ceftriakson
  - J 01 DD 05 – cefmenoksym
  - J 01 DD 06 – latamoksef
  - J 01 DD 07 – ceftyzoksym
  - J 01 DD 08 – cefiksym
  - J 01 DD 09 – cefodyzym
  - J 01 DD 10 – cefetamet
  - J 01 DD 11 – cefpyramid
  - J 01 DD 12 – cefoperazon
  - J 01 DD 13 – cefpodoksym
  - J 01 DD 14 – ceftybuten
  - J 01 DD 15 – cefdynir
  - J 01 DD 16 – cefdytoren
  - J 01 DD 17 – cefkapen
  - J 01 DD 18 – cefteram
  - J 01 DD 51 – cefotaksym w połączeniu z inhibitorem β-laktamazy
  - J 01 DD 52 – ceftazydym w połączeniu z inhibitorem β-laktamazy
  - J 01 DD 54 – ceftriakson w połączeniach
  - J 01 DD 58 – cefiksym w połączeniu z inhibitorem β-laktamazy
  - J 01 DD 62 – cefoperazon w połączeniu z inhibitorem β-laktamazy
  - J 01 DD 63 – ceftriakson w połączeniu z inhibitorem β-laktamazy
  - J 01 DD 64 – cefpodoksym w połączeniu z inhibitorem β-laktamazy
- J 01 DE – Cefalosporyny IV generacji
  - J 01 DE 01 – cefepim
  - J 01 DE 02 – cefpirom
  - J 01 DE 03 – cefozopran
  - J 01 DE 51 – cefepim w połączeniu z inhibitorem β-laktamazy
- J 01 DF – Monobaktamy
  - J 01 DF 01 – aztreonam
  - J 01 DF 02 – karumonam
- J 01 DH – Karbapenemy
  - J 01 DH 02 – meropenem
  - J 01 DH 03 – ertapenem
  - J 01 DH 04 – dorypenem
  - J 01 DH 05 – biapenem
  - J 01 DH 06 – piwoksyl tebipenemu
  - J 01 DH 51 – imipenem i cylastatyna
  - J 01 DH 52 – meropenem i waborbaktam
  - J 01 DH 55 – panipenem i betampiron
  - J 01 DH 56 – imipenem, cylastatyna i relebaktam
- J 01 DI – Inne cefalosporyny
  - J 01 DI 01 – medokaril ceftobiprolu
  - J 01 DI 02 – fosamil ceftaroliny
  - J 01 DI 03 – faropenem
  - J 01 DI 04 – cefiderokol
  - J 01 DI 54 – ceftolozan w połączeniu z inhibitorem β-laktamazy

## J 01 E –Sulfonamidyitrimetoprym
- J 01 EA – Trimetoprim i jego pochodne
  - J 01 EA 01 – trimetoprym
  - J 01 EA 02 – bromidoprim
  - J 01 EA 03 – iklaprim
- J 01 EB – Sulfonamidy o krótkim czasie działania
  - J 01 EB 01 – sulfaizodymidyna
  - J 01 EB 02 – sulfametizol
  - J 01 EB 03 – sulfadimidyna
  - J 01 EB 04 – sulfapirydyna
  - J 01 EB 05 – sulfafurazol
  - J 01 EB 06 – sulfanilamid
  - J 01 EB 07 – sulfatiazol
  - J 01 EB 08 – sulfatiomocznik
  - J 01 EB 20 – połączenia
- J 01 EC – Sulfonamidy o średnim czasie działania
  - J 01 EC 01 – sulfametoksazol
  - J 01 EC 02 – sulfadiazyna
  - J 01 EC 03 – sulfamoksol
  - J 01 EC 20 – połączenia
- J 01 ED – Sulfonamidy o długim czasie działania
  - J 01 ED 01 – sulfadimetoksyna
  - J 01 ED 02 – sulfalen
  - J 01 ED 03 – sulfametomidyna
  - J 01 ED 04 – sulfametoksydiazyna
  - J 01 ED 05 – sulfametoksypirydazyna
  - J 01 ED 06 – sulfaperyna
  - J 01 ED 07 – sulfamerazyna
  - J 01 ED 08 – sulfafenazol
  - J 01 ED 09 – sulfamazon
  - J 01 ED 20 – połączenia
- J 01 EE – Połączenia sulfonamidów z trimetoprimem i jego pochodnymi
  - J 01 EE 01 – sulfametoksazol w połączeniach z trimetoprymem (kotrimoksazol)
  - J 01 EE 02 – sulfadiazyna w połączeniach z trimetoprymem
  - J 01 EE 03 – sulfametrol w połączeniach z trimetoprymem
  - J 01 EE 04 – sulfamoksol w połączeniach z trimetoprymem
  - J 01 EE 05 – sulfadymidyna w połączeniach z trimetoprymem
  - J 01 EE 06 – sulfadiazyna w połączeniach z trimetoprymem
  - J 01 EE 07 – sulfamerazyna w połączeniach z trimetoprymem

## J 01 F –Makrolidy,linkozamidyistreptograminy
- J 01 FA – Makrolidy
  - J 01 FA 01 – erytromycyna
  - J 01 FA 02 – spiramycyna
  - J 01 FA 03 – midekamycyna
  - J 01 FA 05 – oleandomycyna
  - J 01 FA 06 – roksytromycyna
  - J 01 FA 07 – jozamycyna
  - J 01 FA 08 – troleandomycyna
  - J 01 FA 09 – klarytromycyna
  - J 01 FA 10 – azytromycyna
  - J 01 FA 11 – miokamycyna
  - J 01 FA 12 – rokitamycyna
  - J 01 FA 13 – dirytromycyna
  - J 01 FA 14 – flurytromycyna
  - J 01 FA 15 – telitromycyna
  - J 01 FA 16 – solitromycyna
- J 01 FF – Linkozamidy
  - J 01 FF 01 – klindamycyna
  - J 01 FF 02 – linkomycyna
- J 01 FG – Streptograminy
  - J 01 FG 01 – prystynamycyna
  - J 01 FG 02 – chinuprystyna-dalfoprystyna

## J 01 G –Aminoglikozydy
- J 01 GA – Streptomycyny
  - J 01 GA 01 – streptomycyna
  - J 01 GA 02 – streptoduocyna
- J 01 GB – Inne aminoglikozydy
  - J 01 GB 01 – tobramycyna
  - J 01 GB 03 – gentamycyna
  - J 01 GB 04 – kanamycyna
  - J 01 GB 05 – neomycyna
  - J 01 GB 06 – amikacyna
  - J 01 GB 07 – netylmycyna
  - J 01 GB 08 – sisomycyna
  - J 01 GB 09 – dibekacyna
  - J 01 GB 10 – rybostamycyna
  - J 01 GB 11 – izepamycyna
  - J 01 GB 12 – arbekacyna
  - J 01 GB 13 – bekanamycyna
  - J 01 GB 14 – plazomycyna

## J 01 M –Chinolony
- J 01 MA – Fluorochinolony
  - J 01 MA 01 – ofloksacyna
  - J 01 MA 02 – cyprofloksacyna
  - J 01 MA 03 – pefloksacyna
  - J 01 MA 04 – enoksacyna
  - J 01 MA 05 – temafloksacyna
  - J 01 MA 06 – norfloksacyna
  - J 01 MA 07 – lomefloksacyna
  - J 01 MA 08 – fleroksacyna
  - J 01 MA 09 – sparfloksacyna
  - J 01 MA 10 – rufloksacyna
  - J 01 MA 11 – grepafloksacyna
  - J 01 MA 12 – lewofloksacyna
  - J 01 MA 13 – trowafloksacyna
  - J 01 MA 14 – moksyfloksacyna
  - J 01 MA 15 – gemifloksacyna
  - J 01 MA 16 – gatifloksacyna
  - J 01 MA 17 – prulifloksacyna
  - J 01 MA 18 – pazufloksacyna
  - J 01 MA 19 – garenoksacyna
  - J 01 MA 21 – sitafloksacyna
  - J 01 MA 22 – tosufloksacyna
  - J 01 MA 23 – delafloksacyna
  - J 01 MA 24 – lewonadifloksacyna
  - J 01 MA 25 – laskufloksacyna
- J 01 MB – Inne
  - J 01 MB 01 – rozoksacyna
  - J 01 MB 02 – kwas nalidyksowy
  - J 01 MB 03 – kwas piromidowy
  - J 01 MB 04 – kwas pipemidowy
  - J 01 MB 05 – kwas oksolinowy
  - J 01 MB 06 – cynoksacyna
  - J 01 MB 07 – flumechina
  - J 01 MB 08 – nemonoksacyna

## J 01 R – Połączenia leków przeciwbakteryjnych
- J 01 RA – Połączenia leków przeciwbakteryjnych
  - J 01 RA 01 – penicyliny w połączeniach z innymi lekami przeciwbakteryjnymi
  - J 01 RA 02 – sulfonamidy w połączeniach z innymi lekami przeciwbakteryjnymi z wyjątkiem trimetoprymu
  - J 01 RA 03 – cefuroksym i metronidazol
  - J 01 RA 04 – spiramycyna i metronidazol
  - J 01 RA 05 – lewofloksacyna i ornidazol
  - J 01 RA 06 – cefepim i amikacyna
  - J 01 RA 07 – azytromycyna, flukonazol i seknidazol
  - J 01 RA 08 – tetracyklina i oleandomycyna
  - J 01 RA 09 – ofloksacyna i ornidazol
  - J 01 RA 10 – cyprofloksacyna i metronidazol
  - J 01 RA 11 – cyprofloksacyna i tinidazol
  - J 01 RA 12 – cyprofloksacyna i ornidazol
  - J 01 RA 13 – norfloksacyna i tinidazol
  - J 01 RA 14 – norfloksacyna i metronidazol
  - J 01 RA 15 – cefiksym i ornidazol
  - J 01 RA 16 – cefiksym i azytromycyna

## J 01 X – Inne leki przeciwbakteryjne
- J 01 XA – Antybiotyki glikopeptydowe
  - J 01 XA 01 – wankomycyna
  - J 01 XA 02 – teikoplanina
  - J 01 XA 03 – telewancyna
  - J 01 XA 04 – calbawancyna
  - J 01 XA 05 – oritawancyna
- J 01 XB – Polimyksyny
  - J 01 XB 01 – kolistyna
  - J 01 XB 02 – polimyksyna B
- J 01 XC – Antybiotyki o budowie steroidowej
  - J 01 XC 01 – kwas fusydynowy
- J 01 XD – Pochodne imidazolu
  - J 01 XD 01 – metronidazol
  - J 01 XD 02 – tinidazol
  - J 01 XD 03 – ornidazol
- J 01 XE – Pochodne nitrofuranu
  - J 01 XE 01 – nitrofurantoina
  - J 01 XE 02 – nifurtoinol
  - J 01 XE 03 – furazydyna
  - J 01 XE 51 – nitrofurantoina w połączeniach
- J 01 XX – Inne
  - J 01 XX 01 – fosfomycyna
  - J 01 XX 02 – ksybornol
  - J 01 XX 03 – klofoktol
  - J 01 XX 04 – spektynomycyna
  - J 01 XX 05 – urotropina
  - J 01 XX 06 – kwas mandelowy
  - J 01 XX 07 – nitroksolina
  - J 01 XX 08 – linezolid
  - J 01 XX 09 – daptomycyna
  - J 01 XX 10 – bacytracyna
  - J 01 XX 11 – tedyzolid
  - J 01 XX 12 – lefamulina